# Трембовля (гміна)
Гміна Трембовля — давня сільська гміна в Теребовлянському повіті Тернопільського воєводства Другої Польської Республіки. Адміністративним центром ґміни було місто Теребовля (Трембовля), яке також утворювало окрему міську гміну.
Гміна утворена 1 серпня 1934 в рамках реформи на підставі нового закону про самоуправління (23 березня 1933 ).
Площа гміни — 106,38 км²

Кількість житлових будинків — 2348

Кількість мешканців — 11182 
Гміну створено на основі давніших гмін: Гумниська, Іванівка, Малів, Острівець, Плебанівка, Підгора, Підгайчики, Семенів, Волиця (тепер частина міста Теребовля), Залав'є, Застіноче.